# 横斑锦蛇
横斑锦蛇（学名：Euprepiophis perlacea）又名横纹玉斑蛇，为游蛇科玉斑蛇属的爬行动物。在中国大陆，分布于四川等地。该物种的模式产地在四川雅安。

## 形态特征
横斑锦蛇属于一种中型无毒蛇，成体体长超过1米。头部前端两鼻孔间有一道横斑；两眼间有一倒“V”形斑，延伸至眼后分叉；头枕部有一空心、分叉的黑斑。身体背部有数十对黑色带横纹。